# Military

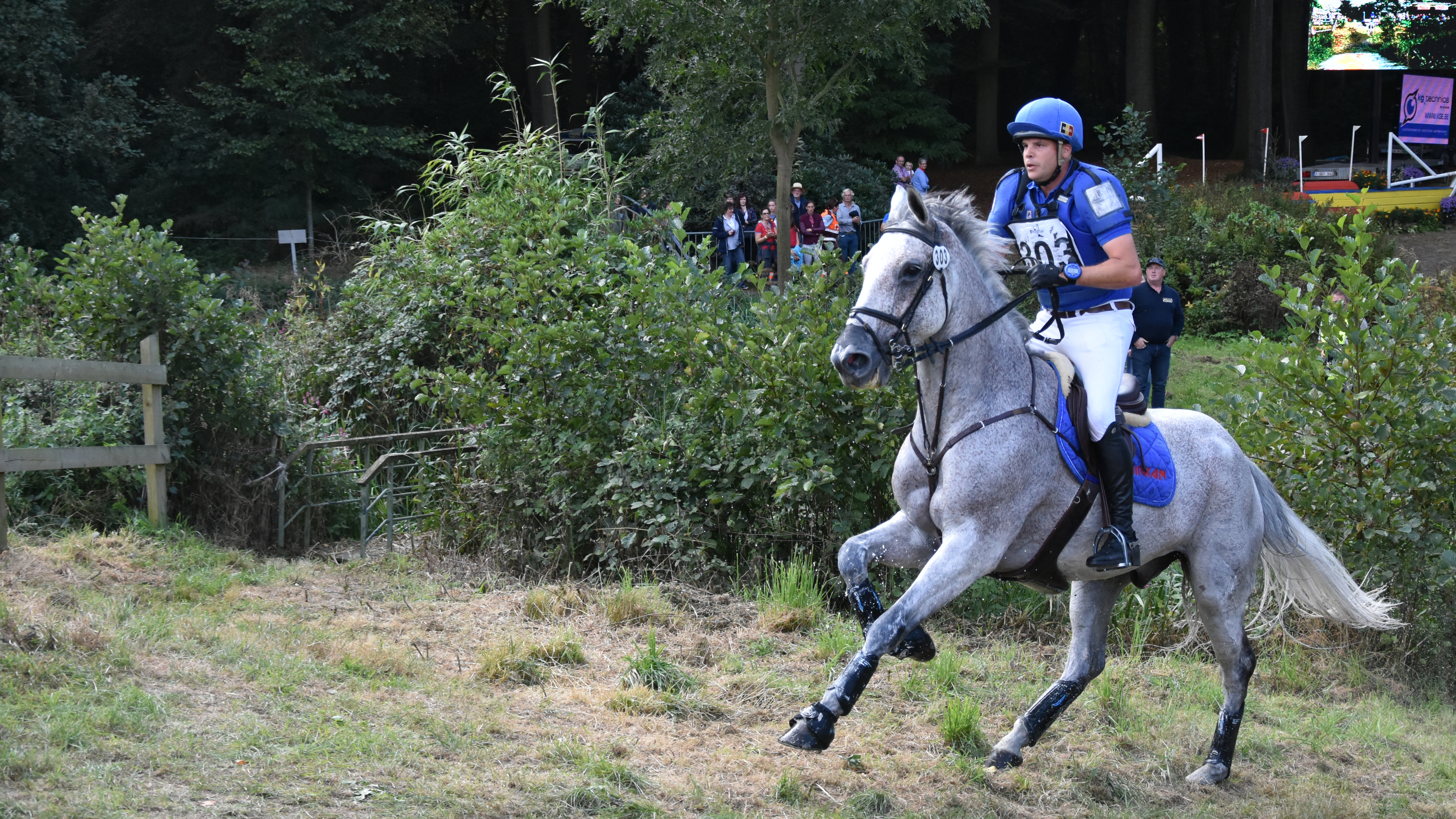
Steve Van Winkel tijdens de Military Waregem 2016 op locatie in Anzegem

Military is een historische tak van paardensport, die tegenwoordig eventing of ‘samengestelde wedstrijd’ (SGW) genoemd wordt. De wedstrijd kent meerdere onderdelen. Eén daarvan is de uithoudingsproef in de vorm van een zogenaamde crosscountry. De andere zijn jumping en dressuur.

## Cross-country
Het paard en de ruiter rijden over een open stuk veld of weiland en daarin staan ‘natuurlijke hindernissen’ opgesteld, zoals constructies van boomstammen, nagemaakte slootjes en waterpartijen. Het is de bedoeling om het traject binnen de snelst mogelijke tijd af te leggen.
Hiervoor moet het paard over een goede conditie beschikken; het moet bijvoorbeeld een groot en goed functionerend hart hebben. Meestal worden voor deze sport Engelse volbloedpaarden gebruikt. Deze staan bekend om hun snelheid en hun grote uithoudingsvermogen.

## Risico's
Vroeger kwam het regelmatig voor, dat een paard struikelde en bij de val zo zwaargewond raakte dat het afgemaakt moest worden. De military-wedstrijden stonden daarom vaak bloot aan hevige kritiek. Ook ruiters vonden soms de dood bij deze extreme vorm van sport.

## Geschiedenis
In Nederland kent de jaarlijks gehouden internationale eventingwedstrijd in Boekelo een lange traditie onder de naam military. Een van de meest prominente deelnemers daaraan was de jonge Prins Charles. In België kennen de internationale wedstrijden in Lummen en Waregem grote bekendheid.
Voor de Tweede Wereldoorlog was Nederland een van de toonaangevende landen op de military: Charles Pahud de Mortanges, Dolf van der Voort van Zijp en Gerard de Kruijff werden tweemaal olympisch kampioen met de Nederlandse ploeg, in 1924 en 1928.
Military komt voort uit militaire uithoudingsproeven voor paarden.